# Баниловская сельская община
Баниловская сельская община (укр. Банилівська сільська громада) — территориальная община в Вижницком районе Черновицкой области Украины.
Административный центр — село Банилов.
Население составляет 7873 человек. Площадь — 78,9 км².
В соответствии с распоряжением Кабинета Министров Украины от 12 июня 2020 года, в состав общины вошла территория Баниловского и Корытненского сельских советов Вижницкого района

## Населённые пункты
В состав общины входит 4 села:
- Банилов
  - Бережница
- Корытненский старостинский округ:
  - Бережонка
  - Корытное